# Bismarckbad

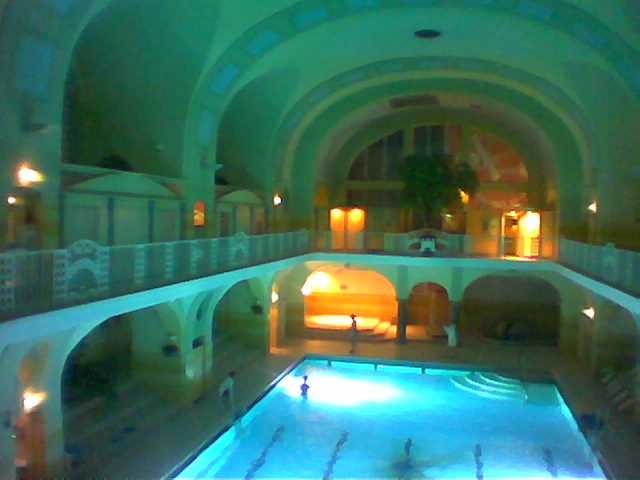
Ehemalige Männerhalle des Bismarckbads

Das Bismarckbad in Hamburg-Ottensen war ein Hallenbad, das 1911 an der Ecke Bismarckstraße (heute Ottenser Hauptstraße) und Scheel-Plessen-Straße unmittelbar neben dem Bahnhof Altona errichtet wurde. Es war nach Plänen des Stadtbaurats Emil Brandt den damaligen Ansprüchen entsprechend gebaut. Die Baukosten betrugen 1.180.000 Mark. Die Anlage wurde bis 1995 von den Hamburger Wasserwerken und danach von der Bäderland Hamburg GmbH betrieben.
Für Frauen und Männer gab es zunächst getrennte Schwimmhallen, außerdem ein separates Hundebad. Für die Männer war eine große Halle mit 78 Umkleidekabinen und für die Frauen eine kleinere Halle mit 48 Umkleidekabinen vorhanden. Daneben gab es auch Abteilungen mit Wannen-, Dusch-, Schwitz- und Moorbädern, dazu wurden auch Fango- und Radiumbehandlungen, Ruhe- und Massageräume angeboten. Es gab auch Angebote zur Wäschereinigung und -aufbewahrung. Das bis 1980 existierende Hundebad hatte Wasserbecken, Scherraum und Trockenraum.
Die Anlagen wurden von der Bevölkerung intensiv genutzt, dies auch unter dem Gesichtspunkt, dass die umliegenden Wohnungen und Arbeitsplätze oft nur ungenügende Wasch- und Reinigungsmöglichkeiten boten. Im Laufe der Zeit veränderte sich das Bismarckbad durch vielfache Umbauten. Hinzu kamen ein Schnellrestaurant, die Wannen- und Brausebäder wurden umgebaut zu Sauna, Solarium mit zusätzlichen Wasserrutschen und Whirlpools. 
Programmatisch organisiert wurde das Schul- und Sportschwimmen. Schwangeren-, Baby- und Kleinkinderschwimmen sowie Gymnastik wurden ebenfalls angeboten. 
Im Jahr 2007 wurde das Bismarckbad trotz heftiger Proteste abgerissen und an seiner Stelle Ladengeschäfte und Restaurants errichtet.